# فرد گودوینس
فرد گودوینس (انگلیسی: Fred Goodwins؛ ۲۶ فوریه ۱۸۹۱ – آوریل ۱۹۲۳) بازیگر، کارگردان فیلم و فیلم‌نامه‌نویس اهل پادشاهی متحد بریتانیای کبیر و ایرلند بود.
از فیلم‌ها یا برنامه‌های تلویزیونی که وی در آن نقش داشته‌است، می‌توان به ممنوع، خانه‌به‌دوش، فرار مینی‌بوسی، شانگهای، پلیس، شبی در نمایش، بانک، و یک شب گردش اشاره کرد.